# Gouzangrez
Gouzangrez korábbi község (település) Franciaországban, Val-d’Oise megyében. 2024. január 1-jén a korábbi Commeny  községgel egyesült és az így létrejött azonos nevű Commeny új község része lett.
Lakosainak száma 151 fő (2021. január 1.).

## Földrajza
Gouzangrez Commeny, Avernes, Le Perchay és Théméricourt községekkel határos.